# Socialismo na Argentina
O Socialismo na Argentina assumiu muitas formas diferentes ao longo da história da Argentina. Muitos dos líderes do país tiveram uma ideologia socialista como sua estrutura política na Argentina e, de forma mais ampla, em toda a América Latina. Como resultado dessa história, no pódio internacional são reconhecidos por sua história e liderança socialista. O alinhamento da Argentina com a ideologia socialista, especialmente durante os anos peronistas, contribuiu ainda mais para esse sentimento global. Embora tenha havido uma história de muitos partidos socialistas diferentes, o principal a se considerar é o Partido Socialista . Embora a história do socialismo na Argentina possa ser rastreada até datas específicas, é importante ver o papel que desempenhou como parte da influência de fenômenos internacionais como a Primeira Guerra Mundial, a Segunda Guerra Mundial e a Guerra das Malvinas. Hoje, o socialismo na Argentina é visível nas administrações contemporâneas de Néstor Kirchner e sua esposa e, posteriormente, a presidente Cristina Fernandez de Kirchner.

## História

### História inicial: 1840-1915
O pensamento socialista primitivo, começou com os ideais de Esteban Echeverria no início do século 19, que liderava a Associação de Maio, um grupo político que se opôs ao então ditador atual Juan Manuel de Rosas. Os ideais do socialismo de Echeverria baseavam-se na ideia de direitos iguais para erradicar a pobreza. Ele escreveu muitas obras significativas para o movimento, incluindo "El Dogma Socialista" (O Dogma Socialista) e iria influenciar o pensamento socialista das gerações vindouras. Embora a obra de Echeverria tenha sido significativa para o movimento, o ponto de partida do socialismo na Argentina é considerado um pouco mais tarde e nas mãos dos contemporâneos de Echeverria.
A ignição do socialismo na Argentina teve muitos pensadores socialistas importantes, como Juan B. Justo e Nicolas Repetto . Embora esse pensamento existisse, o Socialismo na Argentina começou na década de 1890 com a formação do "Partido Socialista" em 1896. O partido foi formado com base na necessidade de um “enfoque social” maior. O líder deste grupo, Juan B. Justo viu esta ausência e com Nicolas Repetto liderou a festa. Em 1904, Alfredo Palacios, membro do Partido Socialista, seria o primeiro deputado socialista da Argentina.

### 1916-1930
A Argentina durante a Primeira Guerra Mundial não passou pelas mesmas dificuldades que outras nações latino-americanas, em parte devido à liderança do presidente Hipólito Yrigoyen. Essa eleição marcante encerrou o período em que os poderes conservadores detinham o poder. Após a Primeira Guerra Mundial, houve um grande movimento anarquista no qual muitos emigrantes da Europa chegaram à Argentina. Essa chegada de imigrantes catalisou um novo tipo de ativismo de esquerda. Em particular, houve uma rejeição da forma socialista anterior em que a Argentina era governada e um movimento em direção ao anarquismo. Esse período trouxe muita inquietação e conflito em torno da ideologia que melhor enquadraria a nação argentina.  Atos de violência, como a tentativa de assassinato do presidente dos Estados Unidos, Herbert Hoover, em 1928.
Em 1922, com a ascensão da direita argentina, as obras de Marcelino Menendez tiveram um grande papel em influenciar suas filosofias e ideias. Ainda neste ano, o famoso discurso intitula "o tempo da espada" foi entregue ao futuro ditador Agustín P. Justo. A principal premissa do discurso foi o apelo ao golpe de Estado e à substituição do sistema político pela ditadura militar.

### 1930-1943
Essa época conhecida como a "década infame" tem atraído grande atenção por suas dimensões ideológicas, sociais e políticas. O golpe militar de 1930 tirou Hipólito Yrigoyen da presidência e colocou José Félix Uriburu. Uriburu foi derrubado por Jose. Após a conquista da presidência, Uriburu se esforçou para instituir reformas por meio da incorporação do corporativismo à Constituição Argentina, o que foi visto como um movimento em direção ao fascismo. Este movimento dividiu alianças e resultou na transferência de apoio para Agustin P. Justo. Justo assumiu uma postura política diferente, iniciando uma política de movimentos econômicos liberais que beneficiou principalmente as classes altas do país e permitiu uma grande corrupção política e industrial às custas do crescimento nacional. Uma das decisões mais infames do governo de Justo foi a criação do Tratado Roca-Runciman entre a Argentina e o Reino Unido, que beneficiou a economia britânica e os ricos produtores de carne bovina da Argentina. Esta foi uma década de grande agitação e ideologia política, filosófica e social conflitante.

### 1946-1970

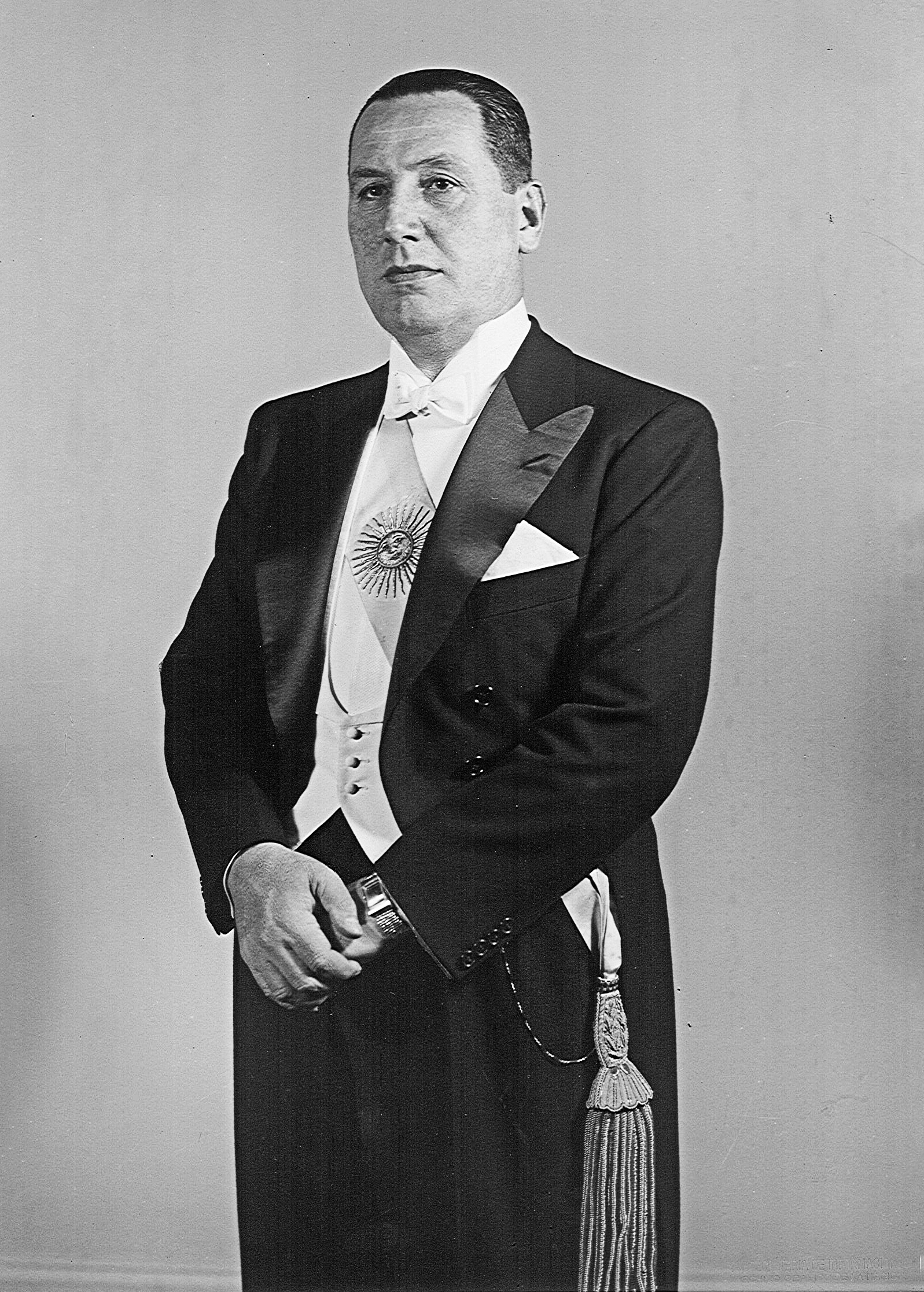
Juan Domingo Perón

Durante o pós-Segunda Guerra Mundial, o socialismo mundial na Argentina foi amplamente informado pelo tipo de socialismo que o recém-eleito presidente Juan Domingo Perón instituiria. O pensamento socialista de direita implicou o movimento de várias maneiras. Uma forte reforma nos controles de salários e preços na confiscação da propriedade privada para o governo estavam entre os métodos empregados por Perón.  Ele praticou seus ideais socialistas com pouca resistência do parlamento e da sociedade. Perón usou reservas de guerra para ajudar a financiar a "extravagância peronista", mas o dinheiro acabou em 1950. A estagnação econômica que se seguiu foi combatida pelos agressivos Planos Quinquenais socialistas de Perón, que buscavam essencialmente 'favorecer a agricultura em vez da indústria'.
Em 1955, o socialismo na Argentina tomaria uma forma diferente com a expulsão de Perón por um golpe militar. No entanto, a turbulência econômica causada pela reforma socialista de Perón impediu o crescimento econômico experimentado na maior parte do mundo durante as décadas de 1950 e 1960. O governo continuou a implementar o socialismo peronista sem muitos resultados. A imensa dívida em meio ao contínuo declínio econômico se seguiu às reformas socialistas de Perons, e a inflação continuou a crescer. Esse mal-estar atingiu um ponto de ebulição na década de 1970, com um levante comunista. O socialismo, entretanto, mudaria drasticamente em seu efeito e instituição durante este período.

### 1970-1983
Os sentimentos anticomunistas da Guerra Fria tiveram vastas implicações no socialismo na Argentina na forma da Operação Condor . Ser socialista na Argentina, e na América Latina em geral, era muito perigoso. O sentimento do regime para combater a crescente ideologia comunista na América Latina foi tratado com os desaparecimentos infames. A iniciativa foi empregada para atingir aqueles que eram proponentes do pensamento socialista ou marxista, e com a história da Argentina com a ideologia isso viu o número de desaparecidos ou mortos chegar a 30.000. Desta forma, muitas pessoas foram rotuladas com o título de 'socialistas', e mesmo evidências vagas puderam ver o ''desaparecimento 'das vítimas' ". Particularmente os politicamente ativos foram alvejados, estudantes, escritores e guerrilheiros peronistas. Esse período de terrorismo de estado mudou a forma como os argentinos viam o socialismo e, de muitas maneiras, subjugou o movimento. Este período também é considerado um dos mais infames do socialismo na Argentina e para muitos é o que vem à mente ao ouvir falar da ideologia. Mais recentemente, esta era recebeu muita atenção. Os desenvolvimentos modernos nas formas de julgamento e desclassificação de documentos trouxeram à tona o movimento pelo socialismo na Argentina e suas retaliações correspondentes. A fusão do Partido Socialista Popular com o Partido Socialista Argentino em 1972 marcou um momento histórico significativo para os partidos. Em 1989, o partido conquistaria a maioria em Rosário.

### 1983-2000
O socialismo na Argentina mudou com a eleição de Carlos Menem em 1989. O papel do Estado mudaria drasticamente, com uma ampla reforma estrutural. Menem era peronista e empregava métodos de privatização como forma de reduzir a hiperinflação.

### Nos dias atuais

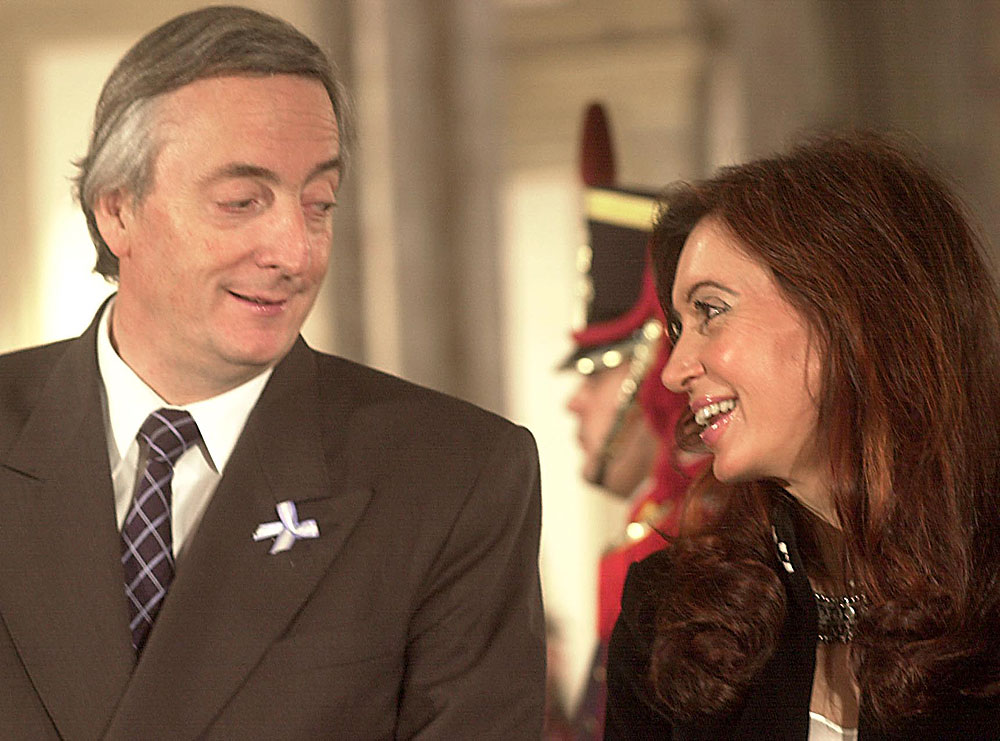
Néstor Kirchner e Cristina Fernández de Kirchner

Tanto o papel quanto a história do socialismo na Argentina têm desempenhado um papel significativo na formação da identidade da nação no mundo. Como visto, o cenário histórico em mudança influenciou a corrente do movimento. Particularmente, as recentes lideranças de Kirchner informaram o movimento pelo socialismo hoje visível na Argentina de muitas maneiras. A liderança de Nestor Kirchner, invocou uma marca de socialismo que viu sua implementação de controles de preços e nacionalização de ativos privados. Kirchner trabalhou ainda para reestruturar o problema da dívida pública da Argentina. De muitas maneiras, ele deu continuidade ao legado ideológico de Perón e, da mesma forma que a morte de Perón, enfrentou o calote da Argentina em 2014. Mauricio Macri, o atual presidente da Argentina, recentemente empregou políticas semelhantes ao estilo peronista para reduzir o problema da inflação. Ou seja, controles de preços em mais de 60 itens, incluindo arroz e leite. O cenário ideológico da Argentina está começando a mudar, com a eleição de Macri ainda existem algumas práticas peronistas proeminentes remanescentes. No entanto, como um todo, o movimento populista na Argentina pode ser visto como uma diminuição e talvez um afastamento das tendências socialistas.

## Figuras-chave do movimento
O socialismo na Argentina desnudou muitos atores importantes tanto no pensamento quanto na prática. Essas figuras representaram mudanças sociopolíticas por meio de atividades políticas, literárias, artísticas e outras formas de expressão.
O socialismo na Argentina desnudou muitos atores importantes tanto no pensamento quanto na prática. Essas figuras representaram mudanças sociopolíticas por meio de atividades políticas, literárias, artísticas e outras formas de expressão.

### Impactos modernos
O socialismo na Argentina assumiu muitas formas diferentes, com uma paisagem sócio-política em mudança e líderes em mudança. O movimento começou como um desejo por um maior 'enfoque social', mas desde então cresceu para incorporar um conjunto mais amplo de métodos e práticas. A liderança de Perón informou de muitas maneiras a identidade socialista da Argentina. Ao contrário, a antítese desse movimento, a Operação Condor instituiu um regime rigoroso que justapôs esse ambiente político a uma marca reforçada de neoliberalismo . O extenso e abrangente material acadêmico sobre o assunto ressalta a importância do movimento.